# Terremoto de Asjabad de 1948
El terremoto de Asjabad de 1948 ocurrió el 6 de octubre de 1948 con una magnitud de onda superficial de 7,3 y una máxima intensidad en la escala de Mercalli de X (Extremo). El choque ocurrió cerca de Asjabad, en Turkmenistán, Unión Soviética. Debido a la censura del gobierno, el acontecimiento no fue divulgado extensamente en los medios de comunicación de la URSS. Los historiadores tienden a estar de acuerdo en que la prohibición de informar sobre el alcance de las bajas y los daños no permitió al gobierno soviético asignar recursos financieros suficientes para responder adecuadamente.

## Detalles
El terremoto ocurrió a la 01:12 de la mañana del 6 de octubre de 1948. El epicentro del terremoto se localizó cerca del pequeño pueblo de Gara-Gaudan, a 25 kilómetros al suroeste de Asjabad. El terremoto causó daños extremos en Asjabad y pueblos cercanos, donde casi todos los edificios de ladrillo se derrumbaron, estructuras de hormigón fueron fuertemente dañadas, y los trenes de carga fueron descarrilados. Se produjeron daños y víctimas en Darreh Gaz (Irán). Se observó ruptura superficial en el noroeste y sureste de Asjabad. Las fuentes de los medios varían en el número de víctimas, de 10.000 a 110.000, lo que equivale a casi el 10% de la población de la RSS de Turkmenistán en ese momento.
Según las memorias de los supervivientes, la infraestructura de la ciudad sufrió graves daños, a excepción de las tuberías de agua. La electricidad fue restaurada seis días después del terremoto. La estación empezó a funcionar el tercer día.
Este terremoto mató a Gurbansoltan Eje, madre del futuro presidente de Turkmenistán Saparmurat Niyazov (su padre murió durante la Segunda Guerra Mundial) y el resto de su familia, dejándolo huérfano. La ayuda a las víctimas, así como la restauración de las necesidades básicas y la infraestructura, fue proporcionada por el Ejército Rojo.